# رهایی (فیلم ۱۹۸۸)
رهایی (به هندی: Rihaee) فیلمی محصول سال ۱۹۸۸ و به کارگردانی آرونا راجه است. در این فیلم بازیگرانی همچون وینود کانا، هما مالینی، نصیرالدین شاه، نینا گوپتا، ریما لاگو، ایلا آرون، موهان آگاشه، پالاوی جوشی ایفای نقش کرده‌اند.